# Sarlande
Sarlande là một xã, nằm ở tỉnh Dordogne vùng Aquitaine của Pháp. Xã này có diện tích 34,74 km², dân số năm 2006 là 420 người. Xã nằm ở khu vực có độ cao trung bình 350 m trên mực nước biển.

## Thông tin nhân khẩu
| Năm    | 1962 | 1968 | 1975 | 1982 | 1990 | 1999 | 2006 |
| ------ | ---- | ---- | ---- | ---- | ---- | ---- | ---- |
| Dân số | 811  | 697  | 621  | 524  | 468  | 420  | 420  |